# Teatro San Gallo
Il Teatro San Gallo è un teatro della città di Venezia, che si trova nel sestiere San Marco, in campo San Gallo. Diversamente dagli altri palcoscenici della città (teatro La Fenice, teatro Goldoni, teatro Malibran), l'edificio nacque come cinematografo nel 1924 e dal 2007 è diventato sala teatrale.

## Nascita del Cinema Olimpia
La storia del Teatro San Gallo inizia nel secondo decennio del Novecento: l'edificio fu costruito a partire dal 1924 sull'area prima occupata, in parte, da uno stabilimento Balneo-Idroterapico e di cure fisiche (kinesiterapico).
Gli edifici dove attualmente si trova l'ingresso del Teatro erano di proprietà dei Procuratori di San Marco fin dal 1331, che furono poi venduti a privati tra il 1649 ed il 1700; invece la corte nella quale fu costruita la platea del cinema apparteneva ad un palazzetto che nel XIII secolo era della famiglia Bragadin, nel 1808 apparteneva ai nobili Balbi e ai primi del Novecento apparteneva all'Opera Pia Giustinian.
Il 2 settembre 1924 l'ingegner Antonio Spandri, per conto della Società anonima Stefano Pittaluga, presentava al Comune di Venezia un progetto per modificare l'edificio e poterlo adibire a sala cinematografica. I lavori avrebbero comportato la costruzione di un nuovo corpo di fabbrica che avrebbe parzialmente coperto la corte (Venezia) interna e non avrebbe dovuto superare l'altezza di quello precedente.
Iniziarono allora i lavori di costruzione della nuova sala, ma l'ingegnere capo dell'Ufficio Tecnico del Comune osservò che la costruzione era stata iniziata abusivamente perché mancavano ancora i nulla osta della Commissione all'Ornato e della Soprintendenza ai Monumenti. 
Il 5 settembre 1924 il soprintendente ai monumenti comunicava al Comune e all'ingegner Spandri che erano emersi alcuni resti “certamente appartenenti all'antico palazzo Orseolo”. In realtà non vi è alcuna prova né materiale né documentaria che le case degli Orseolo sorgessero proprio lì, ma veniva imposto di mettere in luce i resti antichi: la Commissione all'Ornato del Comune dava parere favorevole sull'esecuzione dei lavori esterni e la Soprintendenza ai Monumenti espresse parere favorevole alla costruzione del cinema.
I lavori ebbero termine il 17 luglio 1925 e il nuovo cinema fu battezzato con il nome “Olimpia”. L'anno seguente, il 9 settembre, veniva approvata l'apertura delle nuove vetrine nei prospetti del cinema.
Il 21 settembre 1927 l'ingegner Spandri presentava al Comune di Venezia il disegno di una pensilina ferro battuto con copertura a lastre di cristallo retinato da apporre sopra l'ingresso principale del cinema, ma il progetto veniva bocciato il 2 dicembre successivo tenuto conto della località “centralissima” nella quale si sarebbe trovata; nonostante ciò la Commissione all'Ornato, nella seduta del mese di febbraio 1928 rivedeva le sue posizioni e approvava la posa della pensilina.
Il 20 agosto 1932, in adesione al regime fascista allora vigente, veniva proiettato al cinema Olimpia il fotoreportage “Luce” sulle grandi manovre navali che si erano svolte di recente nelle acque del Mediterraneo per diretto interessamento del duca di Genova, visto il grande interesse che aveva riscosso presso il pubblico dell'Excelsior nell'ambito del Festival del Cinema, al quale avevano partecipato in quei giorni anche Italo Balbo.

## Il cinema Olimpia dal secondo dopoguerra agli anni Ottanta
Nel 1948, cessata da pochi anni la Seconda Guerra Mondiale si rendeva necessario rinnovare il cinema Olimpia. Il 22 giugno di quell'anno Tomaso Fattorosi, presidente dell'ENIC (Ente Nazionale Industrie Cinematografiche), nuovo gestore del cinema dopo Pittaluga e Ruggeri, presentava al Comune e alla Questura di Venezia, il progetto di modifica del cinema Olimpia firmato dall'architetto veneziano Marino Meo.
Si trattava di ricostruire il vecchio cinema: il 30 giugno l'architetto Meo lo definiva “un elemento indecoroso per la città, specialmente data la sua posizione centralissima”: particolare attenzione veniva infine prestata all'entrata su campo San Gallo, che doveva essere trasformata in una grande sala suddivisa da colonne e pilastri all'interno della quale era collocato un ambiente da adibire a bar che potesse servire tanto l'esterno quanto l'interno del cinema. Inoltre per la facciata esterna era previsto un unico portico sostenuto da colonne in pietra di Trani, che non fu mai eseguito, ma fu realizzato un rivestimento in marmo del vecchio prospetto con aperture rettangolari per esporre i cartelloni pubblicitari.
Il 5 luglio 1950 la Presidenza del Consiglio concedeva all'ENIC una proroga di sei mesi per il termine dei lavori; finalmente, il 19 agosto 1950 l'architetto Meo presentava le modifiche al progetto del nuovo cinema Olimpia, precisando che era stata eliminata l'occupazione di suolo pubblico in corte delle Ancore abolendo una nuova scala.
Negli anni successivi, alla gestione ENIC subentrò il gestore Mandich, al quale nel 1984 si sostituiva la società Film Trast di proprietà Guglielmi.
Dal 1981 il cinema entrava a far parte del Circuito Cinema del Comune di Venezia, assieme al Cineclub Tag a Mestre. 
Nel 1985 il Cinema veniva parzialmente riammodernato nell'arredamento su progetto dell'architetto Maurizio Paveggio, con la sostituzione di tutte le poltroncine con altre, nuove, in materiale ignifugo.

## Gli ultimi anni dell'Olimpia e la chiusura
Nel 1992 il Comune di Venezia approvava un progetto di restauro dell'Olimpia in modo da ricavarvi uno spazio riservato al cinema d'essai. L'allora assessore alla cultura spiegava l'intenzione di separare la platea dalla galleria, ricavandovi una saletta da 150 posti. L'incarico fu affidato all'architetto Paveggio che cinque anni prima aveva curato il restauro della sala. Per il restauro venne stanziata la somma di 700 milioni di lire, finanziati dalla Legge Speciale per Venezia, e si prevedeva di usufruire della nuova struttura già per la stagione cinematografica 1993–1994. La sala maggiore avrebbe mantenuto una capienza di 130 posti, e una nuova cabina di proiezione sarebbe stata costruita sopra quella già esistente. Nonostante ciò, a causa di complicati passaggi di proprietà dell'immobile, che dal primo gennaio 1994 sarebbe dovuto passare dal Comune, che l'aveva ricevuto dall'Opera Pia Giustinian, all'Usl 16, il progetto rimase bloccato in attesa di capire se l'Usl avrebbe preferito ricevere un canone d'affitto o altri immobili in cambio del cinema. A causa del mancato accordo tra il Comune, che continuava a proporre la proiezione di film d'essai, e i gestori del cinema sulle scelte della programmazione, nel corso del 1994 il cinema Olimpia usciva dalla convenzione “Circuito Cinema”. 
Pochi anni dopo i gestori privati del cinema si ritiravano e l'immobile passava alla gestione dell'Ater (Azienda territoriale per l'edilizia residenziale). 
Nel 1997 il cinema, ormai chiuso, fu messo all'asta, che per ben due volte andò deserta; rimaneva ancora l'intenzione del Comune di creare il nuovo cinema multisala per il centro storico. 

## Da Cinema Olimpia a Teatro San Gallo
Nei primi anni Duemila, l'ex cinema fu trasformato in un ampio locale chiamato “Sala ai Musicanti”, arredato con bricole e gondole, ma già nel 2006 fu acquistato da un gruppo di imprenditori che restaurarono gli spazi, creando una nuova sala teatrale da 260 posti. Nel 2007 l'ex cinema riapriva come teatro, prendendo il nome di Teatro San Gallo. Vi andava in scena lo spettacolo “Carnival. The show”, in lingua inglese. Oltre allo spettacolo, allo spettatore si offriva anche una cena preparata da un noto chef. Nonostante un certo gradimento riscontrato nei primi mesi di messa in scena, nel 2009 il teatro chiudeva, a causa delle numerose alte maree che la struttura aveva subito e per il calo dell'affluenza di turisti anglo-americani. 
In attesa di una nuova gestione, si pensava di fare del teatro un nuovo, grande piano bar.
La destinazione d'uso del complesso a teatro è rimasta inalterata e dopo quasi un anno di chiusura, il teatro ha riaperto i battenti con “VENEZIA - The story of Venice” (in lingua inglese), uno spettacolo permanente che narra la storia della città dalle origini sino ad oggi, al quale si affiancano attività didattiche. “Venezia The Show” viene recitato per le scuole nella versione del sussidio didattico in lingua inglese. All'interno del foyer venne inoltre allestita una mostra permanente con le maschere della commedia dell'arte.
Dall'ottobre 2015, una nuova organizzazione è subentrata alla precedente, creando il festival Christmas in Venice, una serie di otto eventi dedicati a generi musicali diversi (dal tango al jazz fino al tradizionale Gran Concerto di Capodanno). Vengono presentati anche due spettacoli teatrali in italiano dedicati ai più piccoli.
Il Teatro San Gallo ospita artisti esterni come: compagnie teatrali (fra cui Lino Toffolo, che nel 2011 ha portato in scena al San Gallo la commedia “Lei chi è” o Cesare Colonnese con “Il meglio di me... o il peggio”), orchestre (fra cui allievi del Conservatorio “Benedetto Marcello”), gruppi musicali come “Le Orme” e cantanti di fama internazionale ( il 28 novembre 201 è stata protagonista delle scene Elhaida Dani).

### Fonti d'archivio

#### Archivio storico del Comune di Venezia
- AMV, prot. 47957/1924, IX/2/1.
- AMV, prot. 43846/1926, IX/2/1.
- AMV, prot. 54128/1928, IX/2/1.
- AMV, prot. 31847/1948, X/7/2.

#### Archivio privato Riccardo Vianello
Fascicolo “Cinema Olimpia”: 
- “Gazzetta di Venezia”, 21 agosto 1932
- “La Nuova Venezia”, 27 luglio 1992.
- “La Nuova Venezia”, 22 ottobre 1992.
- “La Nuova Venezia”, 16 gennaio 1994.
- “La Nuova Venezia”, 8 gennaio 1997, n. 7.
- “Il Gazzettino”, 1º agosto 1985.
- “Il Gazzettino”, sabato 17 settembre 1994
- “Il Gazzettino”, domenica 18 settembre 1994.
- “Venezia 7”, n. 115, 29 marzo – 4 aprile 1985.